# Louis-Napoléon Larochelle
Louis-Napoléon Larochelle (14 novembre 1834 - 27 octobre 1890) est un industriel, entrepreneur dans le domaine des chemins de fer et homme politique québécois. Il siège comme député conservateur à l'Assemblée législative du Québec de 1871 à 1878, puis de 1886 à 1888. Il est également membre du Conseil législatif du Québec de 1888 à 1890.

## Biographie
Larochelle est né en 1843 à Saint-Anselme, dans le Canada-Est. Son père, Siméon Gautron dit Larochelle, était un ingénieux fabricant d'artillerie. Après avoir étudié au Petit séminaire de Québec, Larochelle prend la tête de l'entreprise familiale à la mort de son père en 1859. En 1876, il épouse Marie-Georgina Plante.
Avec Joseph-Godéric Blanchet, Hector-Louis Langevin et Christian Pozer, il dirige la gare ferroviaire de Lévis et de Kennebec. Il est aussi maire de Saint-Anselme de 1870 à 1878 et de 1881 à 1889.
Il est candidat aux élections de 1867 dans le district électoral de Dorchester, mais il est défait par Hector-Louis Langevin. Il est toutefois élu en 1871 et en 1875. Il est élu à nouveau en 1886, mais démissionne en 1888, suite à sa nomination au Conseil législatif du Québec par le premier ministre Honoré Mercier.
Larochelle meurt en fonction en 1890, à Saint-Anselme.